# جان ان. اسمیت
جان ان. اسمیت (انگلیسی: John N. Smith؛ زادهٔ ۳۱ ژوئیهٔ ۱۹۴۳) کارگردان فیلم، و فیلم‌نامه‌نویس اهل کانادا است.
از فیلم‌ها یا مجموعه‌های تلویزیونی که وی در آن‌ها نقش داشته‌است، می‌توان به پسران وینسنت مقدس و ذهن‌های خطرناک اشاره نمود.